# 林政 (清朝)
林政，字叶山，福建晋江人。清朝軍事將領。

## 生平
父親林环昌為明朝亳州守备。林政从小跟从征讨澎湖有功，加左都督。后跟随征讨噶尔旦，历官本省陆路提督中军，陞江西袁临副将。未行，正遇台湾朱一贵起事，跟从总督满保征讨，并在七崑身力战。台湾平定后，署水师协镇，之后去世。